# Winston Riley
Winston Riley (14. května 1943 Kingston, Jamajka – 19. ledna 2012 tamtéž) byl jamajský zpěvák, hudební producent a skladatel. Byl členem skupiny The Techniques. Podle časopisu Jamaica Gleaner má právo být označován za nejlepšího producenta reggae hudby všech dob. V listopadu 2011 byl postřelen a později upadl do kómatu, zemřel v lednu 2012 ve věku 68 let.